# ريو إييدا (لاعب كرة قدم)
ريو إييدا (باليابانية: 飯田 諒) (5 مارس 1984 في كاناغاوا في اليابان – )؛ هو لاعب كرة قدم كان يلعب كلاعب وسط.